# Rothschildia amazonica
Rothschildia amazonica är en fjärilsart som beskrevs av Alpheus Spring Packard 1869. Rothschildia amazonica ingår i släktet Rothschildia och familjen påfågelsspinnare. Inga underarter finns listade.